# Ex injuria jus non oritur
Ex injuria jus non oritur er et princip i folkeretten som oversat fra latin betyder "Fra ulovligheder skal lovgivning ikke opstå" og refererer til det grundlæggende juridiske princip at ulovlige handlinger ikke skal sætte præcedens for efterfølgende lovliggørelse af lovovertræderens handlinger. Dets modsætning er ex factis jus oritur hvorved ulovlige handlinger baner vej for lovliggørelse.